# De kartonnen doos
De kartonnen doos is een hoorspel naar het verhaal The Adventure of the Cardboard Box (1892) van Arthur Conan Doyle. Het werd bewerkt door Michael Hardwick en de KRO zond het uit op dinsdag 8 augustus 1967. De regisseur was Léon Povel. Het hoorspel duurt 43 minuten.

## Rolbezetting
- Huib Orizand (Sherlock Holmes)
- Constant van Kerckhoven (Dr. Watson)
- Frans Somers (Lestrade)
- Wiesje Bouwmeester (Miss Susan Cushing)
- Alex Faassen jr. (een dokter)
- Herman van Eelen (een agent)
- Paul van der Lek (Browner)
- Eva Janssen (Sarah Cushing)
- Tine Medema (Mary Cushing)

## Inhoud
Er ontstaat nogal wat beroering in Croydon als een 50-jarige oude vrijster, Miss Susan Cushing, een pakje ontvangt waarin - in grof zout verpakt - twee afgesneden mensenoren zitten. De onvermoeibare maar fantasieloze inspecteur Lestrade van Scotland Yard vermoedt dat het een poets is van drie studenten in de geneeskunde die Miss Cushing had moeten wegsturen ten gevolge van hun lastig gedrag. Het pakje was immers vanuit Belfast gestuurd, en van daar was een van die voormalige kostgangers afkomstig. Holmes, die het pakje zelf aan een onderzoek onderwerpt, is er echter van overtuigd dat ze te maken hebben met een misdaad. Hij wijst erop dat een student die toegang heeft tot een laboratorium waar dissecties gebeuren, wel iets anders zou gebruiken dan grof zout om menselijke resten in te bewaren, en hij zou ook wel in staat zijn een nettere incisie te maken dan de ruwe snede waarmee deze oren werden weggehaald. Ook het adres zelf, ruw geschreven en met een spellingcorrectie, suggereert dat de afzender ongeletterd is en dat hij niet vertrouwd is met Croydon. Zelfs de knoop in het touw maakt Holmes duidelijk dat ze op zoek zijn naar een zeeman...